# Ommata kawensis
Ommata kawensis är en skalbaggsart som beskrevs av Peñaherrera och Tavakilian 2004. Ommata kawensis ingår i släktet Ommata och familjen långhorningar. Inga underarter finns listade i Catalogue of Life.